# Birds in the Trap Sing McKnight
Birds in the Trap Sing McKnight ist das zweite Studioalbum des US-amerikanischen Rappers Travis Scott. Es erschien am 2. September 2016 über die Labels Grand Hustle Records und Epic Records.

## Titelliste
1. the ends (feat. André 3000) – 3:21
2. way back (feat Kid Cudi) – 4:32
3. coordinate (feat. Blac Youngsta) – 3:46
4. through the late night (feat. Kid Cudi) – 4:46
5. beibs in the trap (feat. NAV) – 3:33
6. sdp Interlude (feat Cassie) – 3:11
7. sweet sweet – 3:42
8. outside (feat. 21 Savage) – 2:56
9. goosebumps (feat. Kendrick Lamar) – 4:03
10. first take (feat. Bryson Tiller) – 5:13
11. pick up the phone (feat. Young Thug und Quavo) – 4:12
12. lose – 3:20
13. guidance (feat. K. Forest) – 3:27
14. wonderful (feat. The Weeknd) – 3:36

## Rezeption

### Kritik
Die E-Zine Laut.de bewertete Birds in the Trap Sing McKnight mit vier von möglichen fünf Punkten. Aus Sicht des Redakteurs Stefan Johannesberg agiere Travis Scott „als ein nebenbei Trap-rappender Mix aus P. Diddy-Style und Kanye-Klaustrophobie und Größenwahn.“ So gestalte der Rapper das Album „als eine Art Open Mic- und Source-Booth für die eingeladenen Gäste.“ Während Scott selber „den Rahmen [setze] und […] mit seinem Brand, dem introvertierten Synthie-Korsett, Autotune-Versatzversen und Hook-Ideen für die nötige Coolness“ sorge, richte er den „Scheinwerfer jedoch […] meist auf die anderen Rapper, Sänger und Produzenten im Raum“ aus. Mit Through The Late Night entstand der beste „Track seines neuen Albums“ in Zusammenarbeit mit Kid Cudi. Produzent Cardo entwerfe darauf „einen zarten, sich mit hypnotischen Synthie-Flöten ins Gehirn loopenden Beat und Kid Cudi croon[e] unnachahmliche Melodien drüber.“ André 3000 zeige mit „einem Zweizeiler [auf The Ends], der tiefer geh[e] als ganze Bücher“, dass er zu den „größten Poeten im Rap“ zähle.

### Bestenliste
In der Liste der besten „Hip Hop-Alben des Jahres“ 2016 von Laut.de wurde Birds in the Trap Sing McKnight auf Rang 22 platziert. So schlüpfe „Scott einmal mehr in die Rolle des Dirigenten, der die zahlreichen Einflüsse und Gäste unter dem State of the Art“ vereine. Travis Scott sei „mittlerweile längst selbst Superstar [und] liefer[e] mit ‚Birds in the Trap Sing McKnight‘ die beste Rechtfertigung dafür.“

## Kommerzieller Erfolg

### Chartplatzierungen
Birds in the Trap Sing McKnight erreichte Platz 1 der US-amerikanischen Billboard 200. Insgesamt konnte sich die Veröffentlichung bisher 239 Wochen in den Album-Charts der Vereinigten Staaten halten. In Kanada belegte die Veröffentlichung Rang 2 der Hitparade. Mit unter anderem Platz 17 in Dänemark und Platz 37 in Frankreich positionierte sich Birds in the Trap Sing McKnight auch in den Charts einiger europäischer Staaten.
| ChartsChartplatzierungen       | Höchstplatzierung | Wochen |
| ------------------------------ | ----------------- | ------ |
| Vereinigte Staaten (Billboard) | 1 (286 Wo.)       | 286    |
| Vereinigtes Königreich (OCC)   | 19 (5 Wo.)        | 5      |

| ChartsJahrescharts (2016)      | Platzierung |
| ------------------------------ | ----------- |
| Vereinigte Staaten (Billboard) | 102         |

| ChartsJahrescharts (2017)      | Platzierung |
| ------------------------------ | ----------- |
| Vereinigte Staaten (Billboard) | 18          |

| ChartsJahrescharts (2018)      | Platzierung |
| ------------------------------ | ----------- |
| Vereinigte Staaten (Billboard) | 73          |

| ChartsJahrescharts (2019)      | Platzierung |
| ------------------------------ | ----------- |
| Vereinigte Staaten (Billboard) | 115         |

| ChartsJahrescharts (2020)      | Platzierung |
| ------------------------------ | ----------- |
| Vereinigte Staaten (Billboard) | 109         |

| ChartsJahrescharts (2021)      | Platzierung |
| ------------------------------ | ----------- |
| Vereinigte Staaten (Billboard) | 128         |

### Auszeichnungen für Musikverkäufe
| Land/Region                  | Auszeichnungen für Musikverkäufe (Land/Region, Auszeichnung, Verkäufe) | Verkäufe  |
| ---------------------------- | ---------------------------------------------------------------------- | --------- |
| Brasilien (PMB)              | Platin                                                                 | 40.000    |
| Dänemark (IFPI)              | 3× Platin                                                              | 60.000    |
| Frankreich (SNEP)            | Platin                                                                 | 100.000   |
| Italien (FIMI)               | Platin                                                                 | 50.000    |
| Kanada (MC)                  | 2× Platin                                                              | 160.000   |
| Neuseeland (RMNZ)            | 3× Platin                                                              | 45.000    |
| Polen (ZPAV)                 | 2× Platin                                                              | 40.000    |
| Vereinigte Staaten (RIAA)    | 4× Platin                                                              | 4.000.000 |
| Vereinigtes Königreich (BPI) | Gold                                                                   | 100.000   |
| Insgesamt                    | 1× Gold · 17× Platin ·                                                 | 4.595.000 |

Hauptartikel: Travis Scott (Rapper)/Auszeichnungen für Musikverkäufe